# 6L6

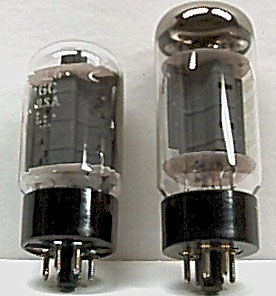
Svazková tetroda 6L6

6L6 je výkonová elektronka – svazková tetroda, původně určená pro použití v audiotechnice. Stejný systém však byl použit i ve vysílacích elektronkách (typ 807) a jejich variantách. Uplatnění nalezly i jako koncové stupně řádkového vychylování v prvých typech televizních přijímačů.

## Historie
Na trh byla 6L6 uvedena roku 1936 společností Radio Corporation of America (RCA). Ve stejné době společnost Philips vyvíjela výkonové pentody. Svazkové tetrody i výkonové (koncové) pentody velmi rychle začaly v audiotechnice nahrazovat výkonové triody (např. 300B), jelikož měly daleko lepší účinnost. Pentody i svazkové tetrody v podstatě přes noc nahradily koncové triody v rozhlasových přijímačích a našly uplatnění v širokém spektru aplikací. Triody (či triodová zapojení tetrod a pentod) se v audiotechnice udržely pouze tam, kde se prioritou stala minimalizace zkreslení za jakoukoliv cenu (luxusní přijímače Scott, Lincoln a podobné). Byly to počátky toho, co je recentně nazýváno High-end audio.
6L6 byla konstruována speciálně pro výkonné dvojčinné zesilovače, kdy dvojice těchto elektronek dávala ve třídě AB na výstupu typicky 25W trvalého výkonu (sinus). První elektronky tohoto typu (military standard) byly vyráběny v kovovém provedení, pozdější výroba přešla na obvyklejší baňky skleněné.
Nevýhodou svazkových tetrod je nemožnost využívat hradicí mřížku pro jiné účely (modulace AM vysilačů brzdicí mřížkou, zapojení typu fantastron atd.); to platí i pro 6L6 a její následné klony.
Během dlouhé existence této mimořádně úspěšné elektronky bylo vyvinuto mnoho následných typových variant: 6L6G, 6L6GA, 6L6GB, 6L6GC, 5881, 5932, 7027.

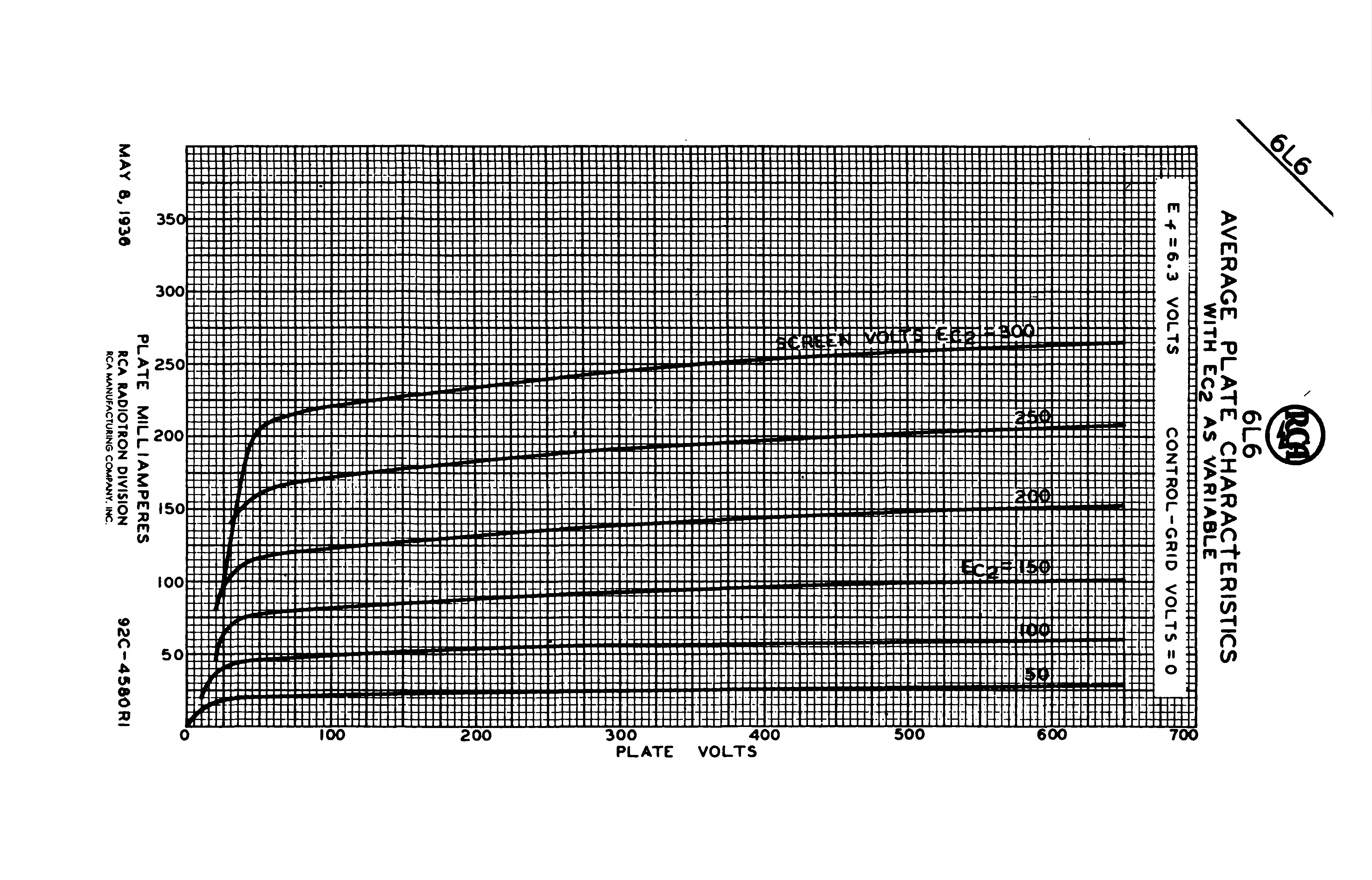
Anodová charakteristika elektronky 6L6.

Příčný řez systémem 6L6

## Ekvivalenty
Elektricky elektronce 6L6 odpovídala například ruská 6P3S; přibližně pak, s jiným zapojením patice, 6BG6 pro řádkové rozklady prvých sérií televizních přijímačů. Systém shodný s 6L6 používaly vysílací elektronky typové řady 807 a vycházela z něj i československá elektronka 6L50 (Tesla).

## Technická data
- žhavení = 6,3V/0,9A
- napětí anody = 250V (500V max)
- napětí 2. mřížky = 250V (450V max)
- proud anodou = 72mA
- proud 2. mřížkou = 5mA
- napětí 1. mřížky = -14V (-200V max)
- výkon anodový = 30W max